# Kadivka (biljna vrsta)
Kadivka (dlanastolisna kadivka; lat. Kitaibela vitifolia, ponekad Kitaibelia vitifolia), grm iz porodice sljezovki, jedna od dvije vrste u rodu kadivka. Vrsta je raširena od Slovenije do Sjeverne Makedonije. Nazvana po mađarskom botaničaru Pálu Kitaibelu (1757–1817).
Naraste do 3 metra visine.
- K. vitifolia
- K. vitifolia
- K. vitifolia

## Sinonimi
- Malope vitifolia (Willd.) Hegi